# Tongyu
Koordinaten: 44° 49′ N, 123° 5′ O
Tongyu (通榆县,  Tōngyú Xiàn) ist eine chinesische kreisfreie Stadt in der Provinz Jilin im Nordosten Volksrepublik China. Als kreisfreie Stadt ist sie Teil des Verwaltungsgebietes der bezirksfreien Stadt Baicheng. Sie hat eine Fläche von 8.464 km² und zählt 353.482 Einwohner (Stand: Zensus 2010). Ihr Hauptort ist die Großgemeinde Kaitong (开通镇).

## Administrative Gliederung
Auf Gemeindeebene setzt sich die kreisfreie Stadt aus acht Großgemeinden und acht Gemeinden (davon zwei der Mongolen) zusammen. 

## Söhne und Töchter der Stadt
- Bu Yuanshi (* 1976), Rechtswissenschaftlerin und Professorin an der Albert-Ludwigs-Universität Freiburg